# Sparkasse Arnstadt-Ilmenau
Die Sparkasse Arnstadt-Ilmenau ist ein öffentlich-rechtliches Kreditinstitut mit Sitz in Ilmenau (Thüringen). Ihr Geschäftsgebiet ist der Ilm-Kreis.

## Organisationsstruktur
Die Sparkasse Arnstadt-Ilmenau ist eine Anstalt des öffentlichen Rechts. Grundlagen sind das Thüringer Sparkassengesetz und die durch den Verwaltungsrat erlassene Satzung. Organe sind der Vorstand und der Verwaltungsrat.

## Sparkassen-Finanzgruppe
Die Sparkasse Arnstadt-Ilmenau ist Teil der Sparkassen-Finanzgruppe und gehört damit auch ihrem Haftungsverbund an. Er sichert den Bestand der Institute und sorgt dafür, dass sie auch im Fall der Insolvenz einzelner Sparkassen alle Verbindlichkeiten erfüllen können. Die Sparkasse vermittelt Bausparverträge der regionalen Landesbausparkasse, offene Investmentfonds der Deka und Versicherungen der SV SparkassenVersicherung. Im Bereich des Leasing arbeitet die Sparkasse Arnstadt-Ilmenau mit der  Deutschen Leasing zusammen. Die Funktion der Sparkassenzentralbank nimmt die Landesbank Hessen-Thüringen wahr.

## Geschäftszahlen
Die Sparkasse Arnstadt-Ilmenau wies im Geschäftsjahr 2023 eine Bilanzsumme von 1,483 Mrd. Euro aus und verfügte über Kundeneinlagen von 1,206 Mrd. Euro. Gemäß der Sparkassenrangliste 2023 liegt sie nach Bilanzsumme auf Rang 286. Sie unterhält 20 Filialen/Selbstbedienungsstandorte und beschäftigt 237 Mitarbeiter.
Mit diesem Geschäftsvolumen ist die Sparkasse Arnstadt-Ilmenau gemäß eigener Angaben Marktführer im Geschäftsgebiet und hat einen Marktanteil von ca. 50 %.

## Geschichte
Die Sparkasse Arnstadt-Ilmenau entstand 1994 durch die Fusion der Kreissparkassen Arnstadt und Ilmenau noch vor Abschluss der Gebietsreform und der Bildung des Ilm-Kreises. Die Geschichte der Sparkasse reicht jedoch weit in die Vergangenheit zurück und beginnt mit der Gründung der Stadtsparkasse Arnstadt im Jahre 1825 und der Stadtsparkasse Ilmenau im Jahre 1833, auch wenn diese Kreditinstitute nicht Rechtsvorgänger der heutigen Sparkasse sind. Dieses Attribut trifft eher auf die 1842 gegründete Sparkasse für den Amtsbezirk Gehren und die Kreissparkasse Arnstadt zu, die ebenfalls 1842 ihren Geschäftsbetrieb aufnahm.

## Öffentliches Engagement
Gemäß der Gründungsidee der deutschen Sparkassen engagiert sich die Sparkasse Arnstadt-Ilmenau für gemeinnützige Aktivitäten in der Region. Im Rahmen des Förderengagements werden nicht nur Spenden und PS-Lotteriemittel vergeben, auch Sponsorenverträge sind möglich.
Im Jahr 2008 wurde die Stiftung der Sparkasse Arnstadt-Ilmenau mit einem Stiftungsvermögen von zwei Millionen Euro ins Leben gerufen. Aus seinen Erträgen werden jährlich Projekte und Maßnahmen von gemeinnützigen Vereinen und Institutionen im Fördergebiet der Stiftung der Sparkasse Arnstadt-Ilmenau, dem Ilm-Kreis, unterstützt.